# André Turcat

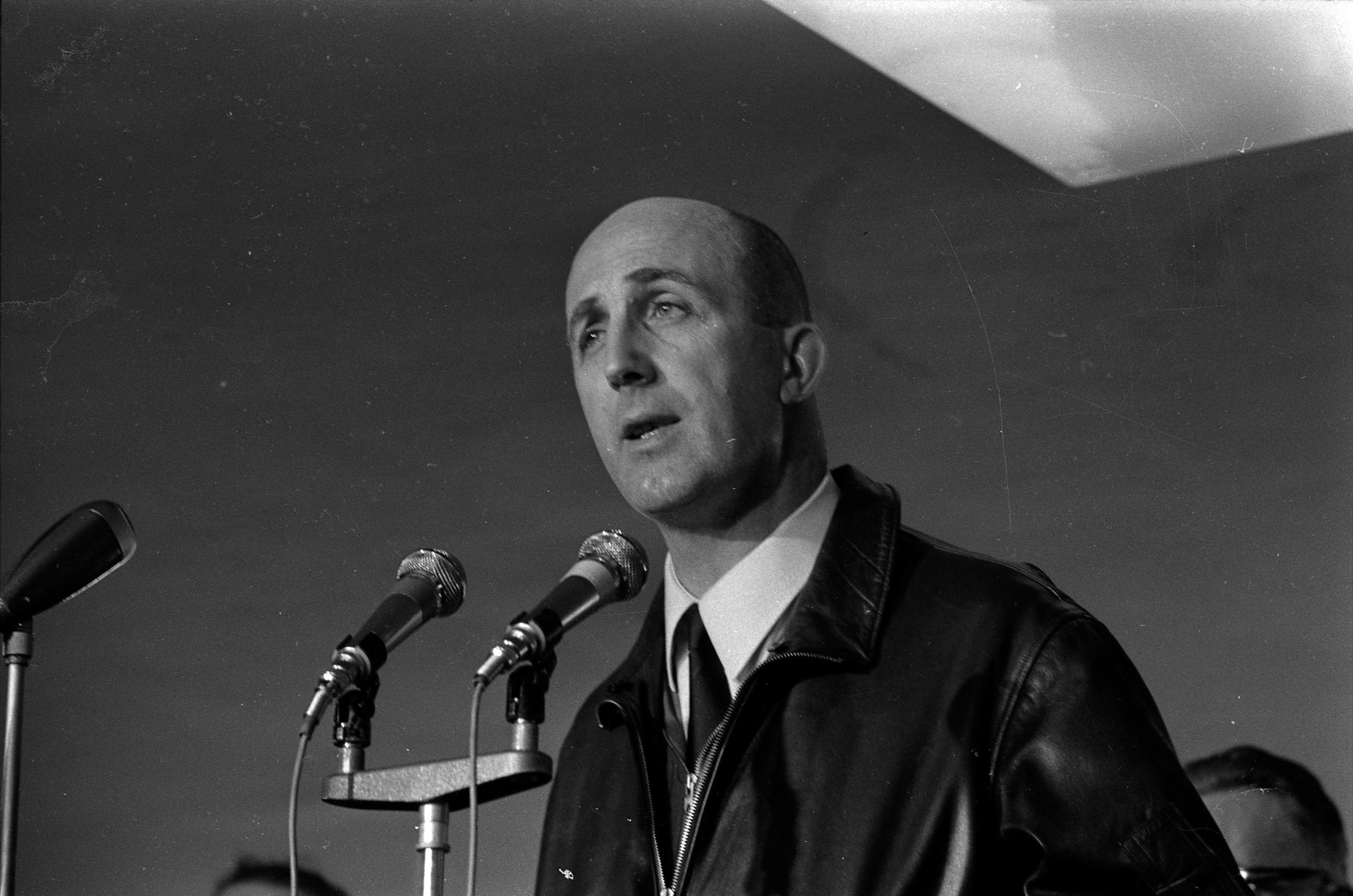
André Turcat (1969)

André Edouard Marcel Turcat (* 23. Oktober 1921 in Marseille; † 4. Januar 2016 in Beaurecueil, Département Bouches-du-Rhône) war ein französischer Testpilot, Autor, Politiker und Kunsthistoriker. Er war maßgeblich an der Entwicklung der Concorde beteiligt und war deren erster Pilot.

## Leben

### Frühe Jahre
André Turcat stammte aus der Familie der Gründer des Automobilherstellers Turcat-Méry. Er studierte an der École polytechnique. Obwohl er noch nie ein Flugzeug gesehen hatte, entschied er sich nach dem Abschluss 1942 für eine Karriere bei der französischen Luftwaffe. Nach dem Beginn einer Pilotenausbildung in Cognac im Département Charente wurde er aufgrund der Bestimmungen des Waffenstillstands mit Deutschland von 1940 gemeinsam mit anderen Fliegerkameraden, darunter Jean Boulet, suspendiert. Von 1943 bis zur Befreiung Frankreichs 1944 war er Mitglied der Organisation Chantiers de la jeunesse française des Vichy-Regimes.

### 1947 bis 1962: Militärpilot und Rekordflüge

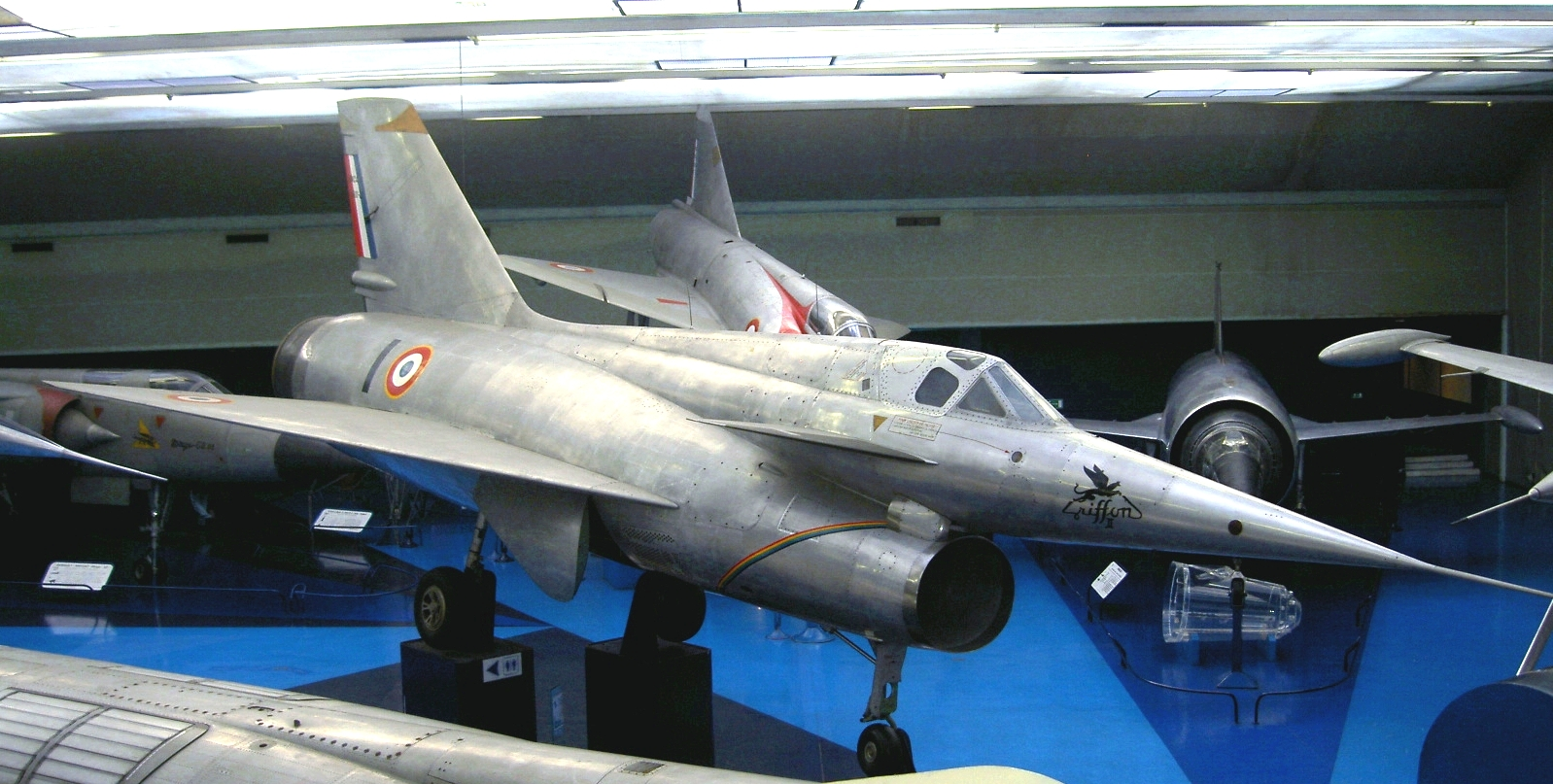
Griffon II, einer der Flugzeugtypen, auf denen Turcat Rekordflüge machte

Seinen ersten Flug absolvierte er in Châteauroux im Département Indre in einer Morane-Saulnier MS.315. Im Juli 1947 bekam er seinen Pilotenschein. Am Indochinakrieg nahm er drei Jahre lang teil und absolvierte Transportflüge, hauptsächlich auf Flugzeugen des Typs Douglas DC-3.
Im Jahr 1950 kam er ans Flugversuchszentrum (Centre d’essais en vol, CEV) nach Brétigny-sur-Orge und stieg rasch zum Leiter der dortigen Schule für das fliegende Personal bei Test- und Abnahmeflügen auf. 1953 wurde er Chef-Testpilot bei dem Rüstungsbetrieb Société française d'étude et de construction de matériels aéronautiques spéciaux (SFECMAS) und war anschließend bei dessen Nachfolgeunternehmen Nord Aviation tätig.
In den 1950er Jahren stellte Turcat zahlreiche Flugrekorde auf. 1954 war er auf dem Testflugzeug Gerfaut I der erste europäische Pilot, der die Schallmauer im Steigflug durchbrach. 1959 stellte er auf einer Griffon II mit einer Spitzengeschwindigkeit von Mach 2,19 einen neuen Geschwindigkeitsweltrekord für 100-km-Rundflüge auf mit einer Durchschnittsgeschwindigkeit von 1 640 km/h, 460 km/h schneller als der bis dahin gültige Rekord.

### 1962 bis 1976: Concorde

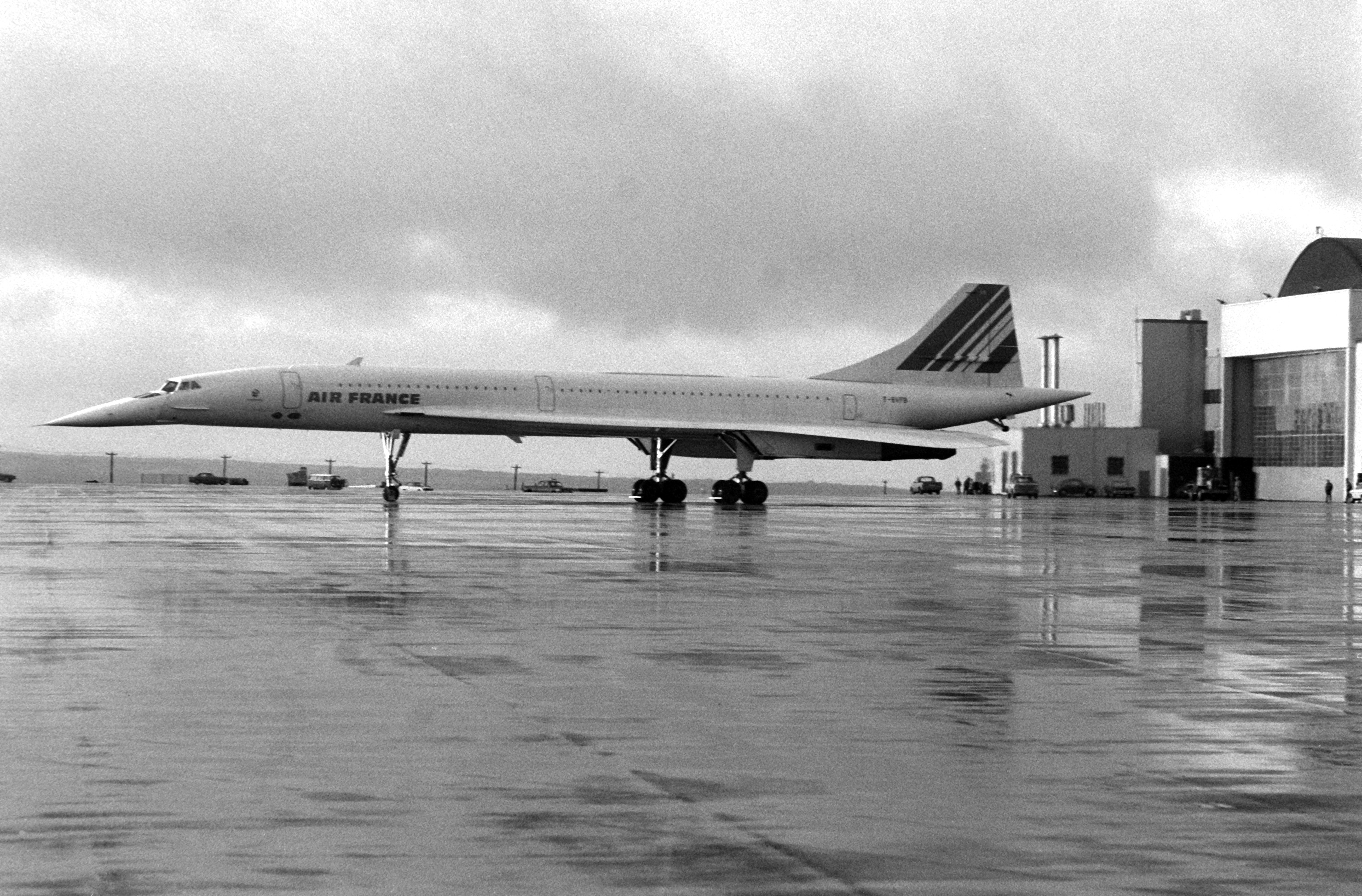
Concorde

1962 wechselte er zu Sud Aviation, wo er 1964 Leiter der Versuchsabteilung wurde. In seiner Tätigkeit bei Sud Aviation setzte sich Turcat auch als Publizist ein und machte sich in der Presse für die Verwirklichung des von vielen Seiten kritisierten Projekts für das Überschall-Verkehrsflugzeug Concorde stark.
Am 2. März 1969 war Turcat Pilot beim Jungfernflug der Concorde. Er war auch der Kommandant des Fluges, auf dem die Concorde am 1. Oktober desselben Jahres zum ersten Mal Überschallgeschwindigkeit erreichte.
Im Jahr 1973 entging er auf der Flugschau in Le Bourget knapp dem Absturz einer Maschine des sowjetischen Konkurrenzmodells zur Concorde, der Tupolew Tu-144, bei dem alle Personen an Bord ums Leben kamen. Turcat hatte eine Einladung zur Teilnahme an dem Flug erhalten, diese aber ausgeschlagen.
Am 31. März 1976, knapp vier Monate nach der Zulassung der Concorde als Verkehrsflugzeug, führte Turcat zum letzten Mal ein Flugzeug dieses Typs und setzte sich dann als Pilot zur Ruhe.

### Karriere nach dem Ende der Pilotenlaufbahn

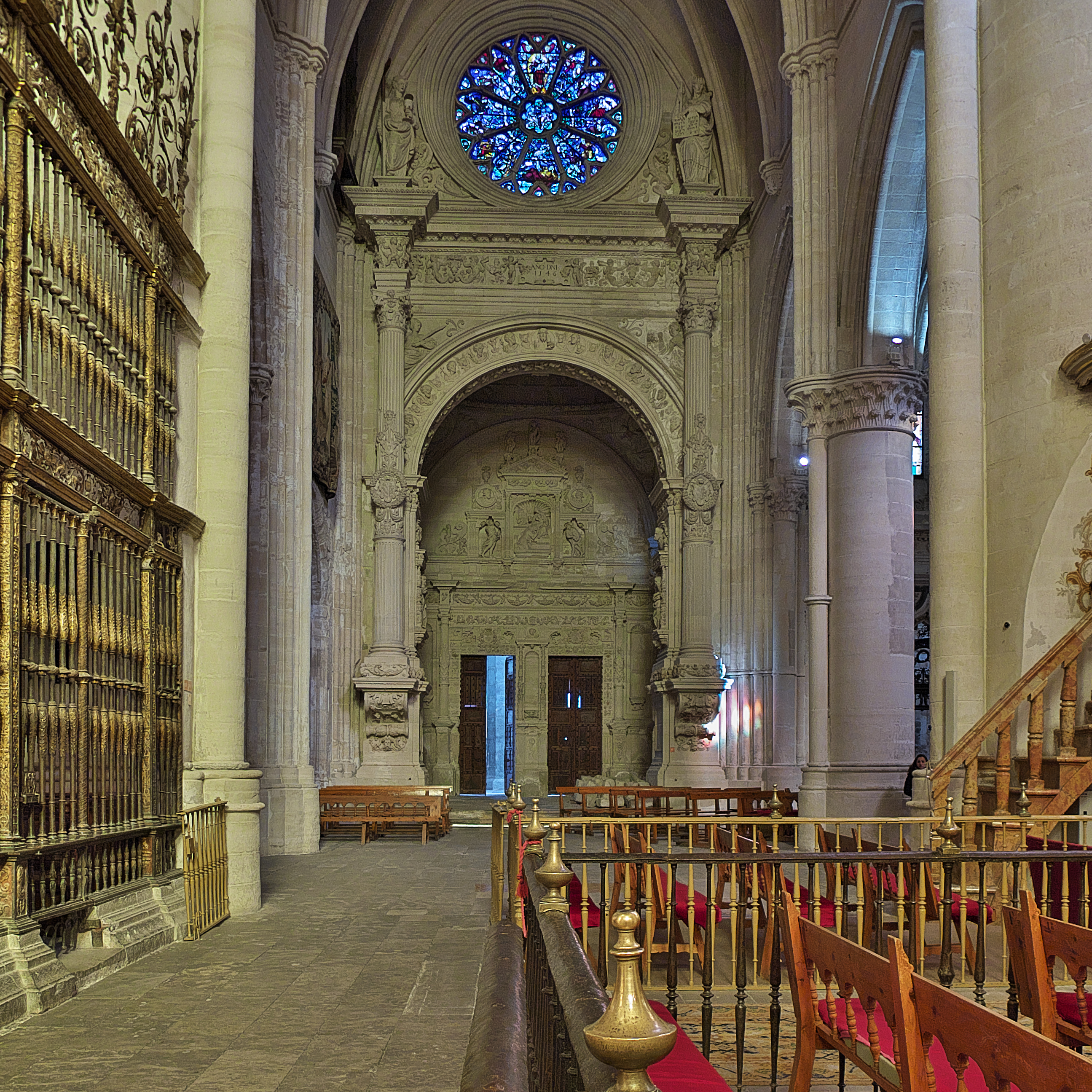
Arco de Jamete: Bogen in der Kathedrale von Cuenca (Spanien), ein Werk des Bildhauers Étienne Jamet, über den Turcat in Kunstgeschichte promovierte

Bereits von 1971 bis 1977 war er stellvertretender Bürgermeister von Toulouse und dort für den Wohnungsbau zuständig. Nach erfolgloser Kandidatur bei den französischen Parlamentswahlen 1978 war er 1980/1981 für die gaullistische RPR Mitglied des Europäischen Parlaments.
Ab 1983 war er der Gründungspräsident der französischen Akademie für Luft- und Raumfahrt in Toulouse.
In den 1980er Jahren nahm Turcat ein Studium der Kunstgeschichte in Toulouse auf. 1990 wurde er dort mit einer Arbeit zur Sakralkunst des in Spanien tätigen Renaissance-Bildhauers Étienne Jamet promoviert. Turcat lehrte anschließend zehn Jahre lang in diesem Bereich. Im Jahr 2000 begann er erneut ein Studium, diesmal in katholischer Theologie in Straßburg, das er mit einer Licence abschloss.
Nach dem Absturz einer Concorde am 25. Juli 2000 unmittelbar nach dem Start vom Flughafen Paris-Charles-de-Gaulle setzte sich Turcat in den Medien noch einmal für die Concorde ein und sprach sich vehement für eine Fortsetzung von deren Betrieb aus.
André Turcat verstarb am 4. Januar 2016 im Alter von 94 Jahren auf seinem Altersruhesitz nahe Aix-en-Provence.
Der Flugzeughersteller Airbus ehrte den Verstorbenen, indem am 9. Januar 2016 ein Prototyp des Airbus A350 mehrfach niedrig und langsam sein Grab überflog.

## Ehrungen und Auszeichnungen

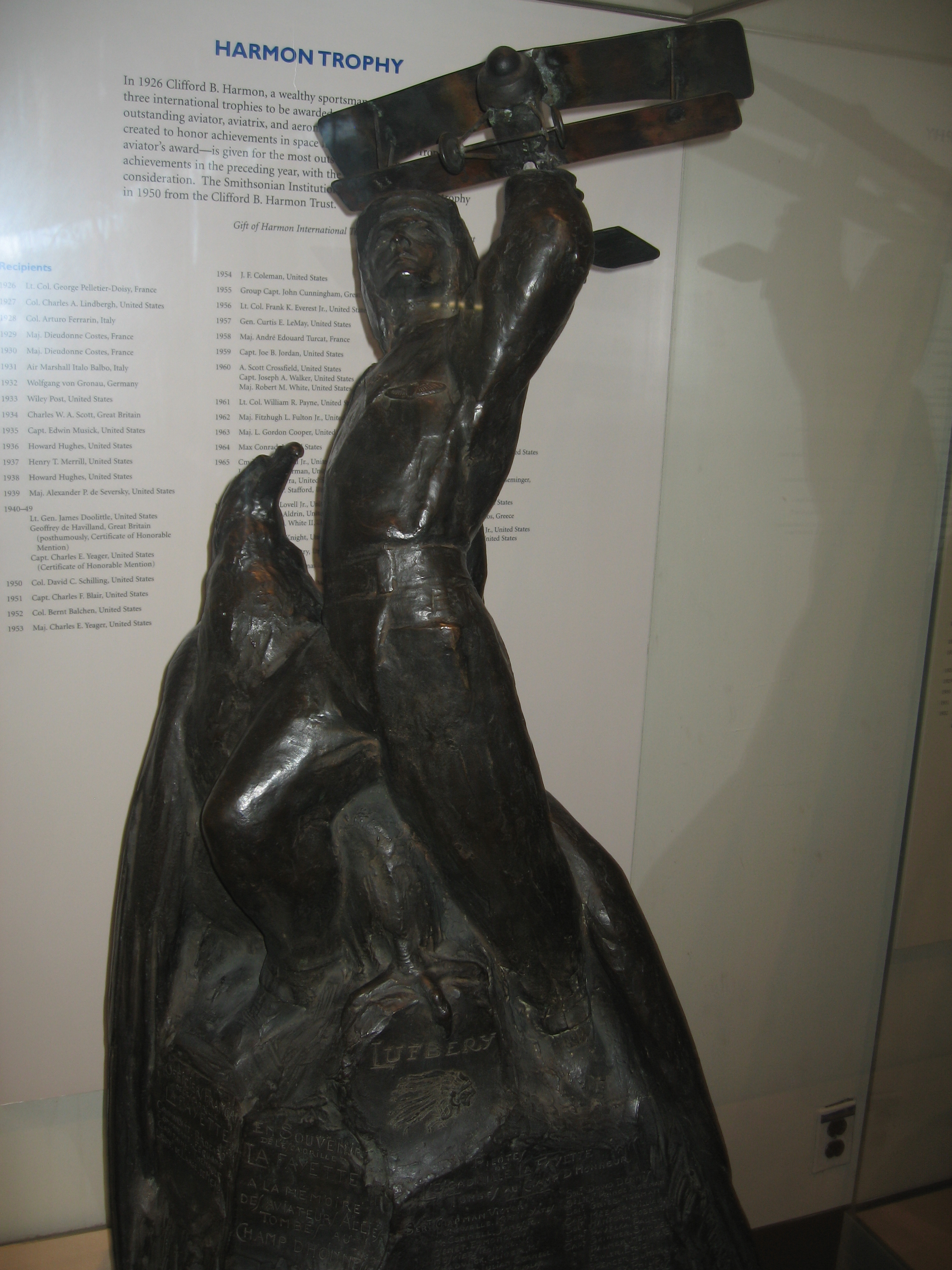
Harmon Aviator Trophy, die Turcat zweimal in seinem Leben verliehen wurde

Für seine Leistungen als Rekordflieger auf militärischen Strahlflugzeugen erhielt André Turcat 1959 die amerikanische Fliegerauszeichnung Harmon Trophy, die ihm vom damaligen US-Vizepräsidenten Richard Nixon überreicht wurde. Ein weiteres Mal erhielt er diese Auszeichnung 1970 für seine Flüge mit der Concorde.
Er war Commandeur der Ehrenlegion, Großoffizier des Ordre national du Mérite und Commander of the British Empire.
In mehreren französischen Städten und Gemeinden sind Straßen oder Plätze nach André Turcat benannt, so im Großraum Toulouse im Stadtteil Saint-Martin-du-Touch und in den Vororten Blagnac und Léguevin, in der Region Nouvelle-Aquitaine in Isle bei Limoges und Martignas-sur-Jalle bei Bordeaux, in der Bretagne in Guidel bei Lorient und Ploudaniel bei Brest sowie im Großraum Paris in Vémars unweit des Flughafens Paris-Charles-de-Gaulle. In Gressy (Seine-et-Marne) trägt eine Primarschule Turcats Namen.

## Werke
- André Turcat: Concorde. Essais et batailles. Éditions Stock, 1977, ISBN 978-2-234-00541-9.
- André Turcat: Concorde. Essais d’hier, batailles d’aujourd’hui. Nouvelle édition. Le Cherche Midi, 2000, ISBN 978-2-86274-820-7.
- André Turcat: Pilote d’essais. Mémoires 1. Le Cherche Midi, Paris 2005, ISBN 978-2-7491-0409-6.
- André Turcat: Pilote d’essais. Mémoires 2. Le Cherche Midi, Paris 2009, ISBN 978-2-7491-1374-6.
- Guy Bedouelle, André Turcat: Les plus beaux textes de la Bible. Lethielleux, 2006, ISBN 978-2-283-61245-3.